# Пісня Арфіста
«Пісня Арфіста» — давньоєгипетські тексти, що знайдені у надгробних написах доби Середнього царства (проте також містяться в текстах Папірусу Гарріса 500 доби Нового царства), які в основному хвалять життя після смерті і часто використовувались у похоронних контекстах.
Ці пісні демонструють різний ступінь надії в потойбічному світі, що варіюється від скептичного до більш традиційних виразів впевненості. Ці тексти супроводжуються малюнками сліпих арфістів, і тому вважається, що вони їх виконували. Тематично їх можна порівняти з «Безсмертям письменників» у вираженні раціонального скептицизму. Ймовірно, найдавніший пам'ятник релігійного вільнодумства, що дійшов до наших днів оскільки в ньому висловлені сумніви в існування загробного життя.

## Зміст
Різниця між піснями, гімнами та поезією в давньоєгипетських текстах не завжди є чіткою. Поетичні тексти, які зображені з музичними інструментами, розглядають як пісні. Якщо вбачається, що пісні мають чіткий зв'язок із храмовими культами та святами, їх зазвичай називають гімнами. Поетичні тексти, які демонструються зі сценами праці, порівнюються з піснями, які співають єгипетські робітники в сучасну епоху, і тому також класифікуються як пісні. Інші пісні стосуються культу мертвих і майже завжди зображуються з арфами, з яких походить назва «Пісня Арфіста». Оскільки пісні — це роздуми про смерть, а не частина ритуалів, пов'язаних із похованням, у цих текстах зустрічається більш вільне вираження думок. Пісні намагалися заспокоїти власника гробниці про його долю після смерті шляхом похвали. У Пісні Арфіста з могили гробниці правителя Інтефа, ставить під сумнів існування потойбічного життя і закликає цінувати земне життя. Міріам Ліхтхайм розцінила це як введення більш скептичного напряму думок, яке буде відображено в таких роботах, як «Бесіда Зневіреного зі своїм Ба» та інших піснях Арфіста.

Тіла зникають, інші перебувають, так з часів предків! Царі, які були до нас, покояться в їх пірамідах. Ті ж, які будували гробниці, їх місць поховання немає. Що сталось з ними? Я чув промові Імхотепа і Хардедефа, чиїми словами говорять усі. А що їх місця поховання? Їх стіни зруйновані, їх місць немає, як не бувало. Ніхто не приходить звідти, щоб розповісти, що з ними, щоб розповісти про їх перебування, щоб заспокоїти наше серце до того, як ви підете туди, куди пішли вони. Будь радісний, щоб змусити забути своє серце, що тебе поховають. Слідуй своєму серцю, поки ти живеш! Покладай мірру на голову свою, одягайся в тонкі полотна, маститись чудесними, істинними мазями царів! Примножуй задоволення, які ти маєш, і не давай поникнуть своєму серцю. Слідуй бажанням його і добро собі! Здійснюй справи твої на землі за велінням свого серця і не журися до того, як прийде до тебе день оплакування. Не чує криків той, чиє серце заспокоїлося, оплакування нікого не рятують з підземного світу. Проведи день радісно, не сумуй через це. Адже ніхто не забирає свого добра з собою. Адже ніхто не повернувся, хто пішов.

Датована часом правління фараона Ехнатона пісня на пошкодженій стелі з гробниці Паатонемхеба (Лейденський музей) скопійована з усипальниці імператора Інтефа  (ім'я фараонів XI — XVII династій). Коротка пісня на загробне стелі Іки зображує його сидячим з дружиною перед столом з жертовними дарами, а поруч - гладкого арфіста Неферхотепа.
Борис Тураєв першим вказав на загальнолюдський зміст роздумів арфіста, на їх переклички з окремими фрагментами аккадського «Епоса про Гільгамеша» і давньоєврейської Книги Екклезіястова, в яких також йдеться про тлінність буття і необхідності попри це радіти життю .